# Jeff Whitefoot

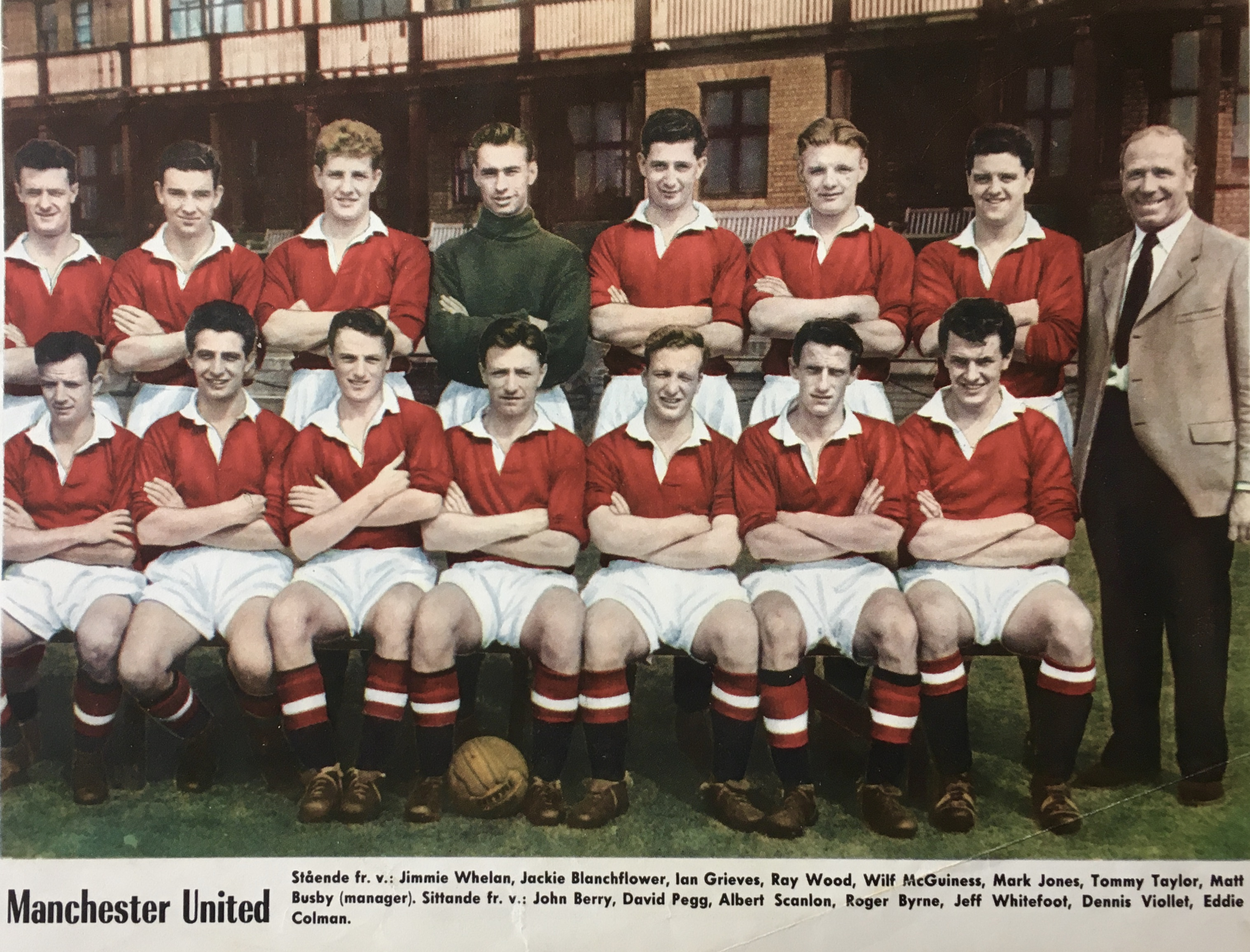
Manchester United F.C. aus dem Jahre 1957 – Bild zeigt 2. Reihe stehend v. l.: Jimmie Whelan, Jackie Blanchflower, Ian Greaves, Ray Wood, Wilf McGuinness, Mark Jones, Tommy Taylor, Matt Busby (Manager);1. Reihe hockend v. l.: Johnny Berry, David Pegg, Albert Scanlon, Roger Byrne (Kapitän), Jeff Whitefoot, Dennis Viollet und Eddie Colman.

Jeffrey „Jeff“ Whitefoot (* 31. Dezember 1933 in Cheadle; † 2. Juli 2024) war ein englischer Fußballspieler. Er war in jungen Jahren Mitglied der „Busby Babes“ und gewann 1956 mit Manchester United die englische Meisterschaft. Nach dem Verlust seines Stammplatzes an Eddie Colman wechselte er zu Nottingham Forest und gewann dort 1959 den FA Cup.

## Sportlicher Werdegang
Whitefoot schloss sich 1949 Manchester United an und im Alter von gerade einmal 16 Jahren debütierte er am 15. April 1950 in der ersten Mannschaft. Das Heimspiel gegen den späteren Meister FC Portsmouth ging mit 0:2 verloren, aber Whitefoot war damit der zu diesem Zeitpunkt jüngste Spieler in der Vereinsgeschichte. Nach diesem einzigen Auftritt in der Saison 1949/50 folgten zwei weitere Partien in der Spielzeit 1950/51. Als „United“ in der Saison 1951/52 den Ligatitel gewann, steuerte Whitefoot als Außenläufer drei Einsätze im April 1952 bei, wobei diese nicht für den offiziellen Erhalt einer Meistermedaille berechtigten. Der sportliche Durchbruch erfolgte in der Saison 1953/54, als Whitefoot 39 Pflichtspiele bestritt. Er behielt in der Folgezeit seinen Stammplatz und die Umstände schienen günstig, dass der technisch versierte Defensivspieler über längere Zeit ein integraler Bestandteil der Mannschaft von Matt Busby sein würde. Nach 15 Ligaeinsätzen in den ersten 16 Partien der Spielzeit 1955/56 wurde er dann jedoch von dem jungen Eddie Colman ersetzt – in diesem Jahr errang United ein weiteres Mal die englische Meisterschaft. Gut ein Jahr später heuerte Whitefoot im November 1957 beim Zweitligisten Grimsby Town an.
Wenige Monate später kehrte er mit seinem Wechsel im Juli 1958 zu Nottingham Forest in die oberste englische Spielklasse zurück. Mit seinem neuen Verein gewann Whitefoot auf Anhieb 1959 den FA Cup. Er verbrachte insgesamt neun Jahre in Nottingham in der ersten Liga, absolvierte 255 Ligapartien und in seinem letzten Jahr gewann er hinter seinem Ex-Klub aus Manchester die Vizemeisterschaft.

## Titel/Auszeichnungen
- Englische Meisterschaft (1): 1956
- Englischer Pokal (1): 1959